# Stimolazione laser termica
La stimolazione termica a laser rappresenta una classe di tecniche di raffigurazione di difetti che impiega un laser per produrre una variazione termica in un semiconduttore. Questa tecnica può essere utilizzata per l'analisi dei guasti dei semiconduttori. Ci sono quattro tecniche associate alla stimolazione termica a laser: variazione della resistenza indotta da un fascio ottico (OBIRCH: Optical Beam Induced Resistance Change), Variazione di tensione per induzione termica (TIVA: Thermally Induced Voltage Variation), Variazione di tensione indotta esternamente (XIVA: External Induced Voltage Alteration), Raffigurazione dell'effetto Seebeck (SEI: Seebeck Effect Imaging).

## Variazione di resistenza indotta da fascio ottico
La variazione di resistenza indotta da fascio ottico è una tecnica di raffigurazione che utilizza un fascio laser per indurre variazioni termiche nel dispositivo. La stimolazione laser mette in evidenza differenze nelle caratteristiche termiche tra aree che contengono difetti ed aree che non ne contengono. Allorché il laser riscalda un'area difettosa su una linea metallica percorsa da corrente, le variazioni di corrente che ne risultano possono essere rivelate monitorando la corrente in entrata al dispositivo. La tecnica OBIRCH è utile per rivelare gli effetti elettromagnetici che seguono nelle linee metalliche aperte.
Una tensione costante viene applicata al dispositivo in esame. Un'area di interesse viene selezionata sul dispositivo, ed un fascio laser viene usato per esplorarla. La corrente in entrata assorbita dal dispositivo viene monitorata a scopo di rivelare delle variazioni durante questo processo. Quando una variazione nella corrente viene notata, la posizione del laser al momento del verificarsi della variazione viene contrassegnata sull'immagine del dispositivo.
Quando il fascio laser colpisce una località che non contiene vuoti, la variazione della resistenza è piccola data la presenza di una buona trasmissione termica. Nelle aree che contengono vuoti, invece, la trasmissione termica viene ostacolata, ultimando in una grande variazione nella resistenza. Il grado di variazione di resistenza viene presentato visivamente sull'immagine del dispositivo come punti luminosi.

## Variazione di tensione per induzione termica
Variazione di tensione per induzione termica : è una tecnica di raffigurazione che utilizza un fascio laser per localizzare i corto circuiti elettrici in un dispositivo. Il laser induce dei gradienti termici locali nel dispositivo, che si risolvono in variazioni dell'ammontare della potenza che il dispositivo assorbe.
Un laser viene scansionato sulla superficie di un dispositivo mentre è polarizzato elettricamente. Il dispositivo è polarizzato usando una sorgente di corrente costante, e la tensione dell'alimentatore è monitorata per eventuali variazioni. Quando il laser colpisce un'area che contiene un corto circuito, si verifica un riscaldamento locale. Questo riscaldamento varia la resistenza del corto circuito, da cui risulta una variazione del consumo di potenza del dispositivo. Queste variazioni del consumo di potenza vengono tracciate su una immagine del dispositivo nelle località corrispondenti alla posizione del laser al momento del rilevamento della variazione.

## Variazione di tensione indotta esternamente (XIVA)
La variazione di tensione indotta esternamente mantiene una polarizzazione a tensione costante sul dispositivo in esame. Quando il laser di esplorazione passa sopra una zona difettosa, si crea una variazione improvvisa d'impedenza. Ciò da luogonormalmente ad una variazione di corrente, tuttavia, la bobina di arresto a corrente costante impedisce che ciò avvenga. La rivelazione di questi eventi consente che sia determinata la posizione del difetto.

## Raffigurazione dell'effetto Seebeck
La raffigurazione dell'effetto Seebeck  (SEI: Seebeck Effect Imaging) si vale di un laser per generare, nei conduttori, dei gradienti termici. I gradienti termici indotti generano dei gradienti di potenziale elettrico corrispondenti. Questa correlazione fra gradienti termico ed elettrico è nota come effetto Seebeck. La tecnica SEI viene adoperata per localizzare conduttori elettricamente isolati.
Quando il laser varia il gradiente termico di un conduttore elettricamente isolato, il suo potenziale elettrico varia. Questa variazione di potenziale varierà la polarizzazione di qualsiasi transistor connesso al conduttore isolato, la quale cosa ha effetto sulla dissipazione di potenza del dispositivo. Queste variazioni vengono mappate su una immagine visiva del dispositivo per localizzare fisicamente i conduttori isolati.